# Chwalimir Belić
Chwalimir (gr.: Φαλιμερος, Falimeros) - władca trebińsko-duklański około połowy X wieku. 
Chwalimir pochodził z trebińskiej dynastii Beliciów i być może był synem księcia Krainy i jego żony, córki księcia serbskiego Włastimira. Gdyby tak było istotnie musiałby się urodzić około połowy IX wieku i sprawować rządy nad Trawunią uznając jak jego ojciec zwierzchnictwo serbskie. T. Wasilewski przesuwa okres jego panowania na lata wyswobodzenia się Trawunii spod zwierzchnictwa serbskiego po śmierci księcia Czasława Klonimirovicia około 950 roku. W takim razie Chwalimir nie mógłby być synem, lecz co najwyżej wnukiem Krainy. Imię Chwalimir oznacza: ten który zachwala pokój. Po śmierci Chwalimira władzę w państwie objął jego syn Tiszimir.
Pop Duklanin w swej Kronice uważa Chwalimira za syna Tiszimira. Uznaje również Chwalimira za ojca Petrisława, Dragimira i Mirosława przez co być może potwierdza fakt zasiadania ostatnich Beliciów na tronie władców duklańskich przed Petrisławem i Dragimirem